# کارل ویلسون
کارل ویلسون (انگلیسی: Carl Wilson؛ ۲۱ دسامبر ۱۹۴۶ – ۶ فوریهٔ ۱۹۹۸) یک موسیقی‌دان اهل ایالات متحده آمریکا بود. وی بین سال‌های ۱۹۶۱ تا ۱۹۹۸ میلادی فعالیت می‌کرد.